# 滑腔砲
滑腔砲（かっこうほう、英：smoothbore、スムースボア）は、砲身内にライフリング（施条）が無い大砲のこと。

## 概要
火器の誕生以来の砲身は、素通しの筒である滑腔砲身であった。
15世紀末頃に、銃砲身の内側に螺旋状のスジを刻み、射出される弾に回転を与え弾道を安定させる、ライフリングの概念が発明されたが、当時は前装式（先込め式）での装填作業性が大きく劣った。
19世紀末頃からは、ライフリングは砲尾を開閉できる後装式大砲と共に本格的に普及した。20世紀の前半までにほとんどの大砲は命中精度･有効射程に優れるライフル砲に取って代わった。
20世紀の後半以後、砲弾の性質との兼ね合いで戦車砲と、軽量･低コストを追求した小口径迫撃砲、グレネードランチャーにおいて滑腔砲身が復活した。
戦車においては第二次世界大戦後、技術レベルの向上に伴い装甲の防御力増強が顕著になり、これを撃破するために高威力の砲が求められたものの、実用上の重量制限から砲の大口径化には制限が付いていた。そこで、HEAT弾とAPDS弾が開発され、以後の対戦車戦闘における主力となったが、この二つの弾種には以下のようにライフリングによって加わる弾体の回転が不利に作用する特徴があった。
HEAT弾
収束させたメタルジェットで相手の装甲を貫徹するため、ライフル砲で発砲すると、着弾時にメタルジェットが遠心力の影響を受けて収束せず、威力が減衰してしまう。
APDS弾
細長い弾体を高速回転させた場合、逆に安定性が低下してしまい、威力・命中率がともに低下してしまう。
上記理由により、戦車砲の分野においては再び、滑腔砲が主流となっている。APDS弾から発展したAPFSDS弾についても同様のことが言える。戦車用砲弾の開発は、現行主力である滑腔砲用が優先され、後で旧式戦車の戦力底上げにレトロフィットされるのがセオリーとなっているが、これらのライフル砲でAPFSDSやHEATを射撃する場合は、ライフリング付き砲身内での回転運動を弾頭に伝えないよう、弾頭の外周にスリッピングバンドやベアリングを仕込むという二度手間状態になっている。
一方、滑腔砲がライフル砲に比して弾道の安定性が劣り有効射程が短いという定性には依然変わりがない。
世界最初の滑腔戦車砲は、イギリスのロイヤル・オードナンス製105mm ライフル砲L7に対抗するためにソ連のT-62に搭載された55口径115mm滑腔砲U-5であるが、これは、APDSにおける装弾筒の分離に問題が生じたためで、積極的な滑腔砲の採用とまでは言い切れない。U-5に続き、T-64戦車に採用されたD-68 115mm滑腔砲、T-64とT-72に採用された2A46 125mm滑腔砲など、戦車への滑腔砲搭載はソ連が先んじた。西側ではラインメタル社の44口径120mm滑腔砲Rh120の採用が最初である。このように1960年代-1970年代以降に開発された戦車の大半は滑腔砲を装備しているが、イギリス軍のチャレンジャー2戦車など、一部の戦車はライフル砲を装備している。